# Rebola
Rebola är en ort i Ekvatorialguinea.   Den ligger i provinsen Provincia de Bioko Norte, i den nordvästra delen av landet, 7 km sydost om huvudstaden Malabo. Rebola ligger 394 meter över havet och antalet invånare är 5 450. Den ligger på ön Isla de Bioko.
Terrängen runt Rebola är varierad. En vik av havet är nära Rebola norrut. Runt Rebola är det ganska tätbefolkat, med 192 invånare per kvadratkilometer. Närmaste större samhälle är Malabo, 6,7 km nordväst om Rebola. I omgivningarna runt Rebola växer i huvudsak städsegrön lövskog.